# Trần Thị Tâm Đan
Trần Thị Tâm Đan (sinh 1939) là đại biểu Quốc hội Việt Nam khóa X. Bà thuộc đoàn đại biểu Nam Định.
Bà từng theo học Đại học chuyên ngành hóa ở Liên Xô, sau khi tốt nghiệp loại giỏi được chuyển tiếp làm nghiên cứu sinh.
Năm 1970 bảo vệ xong luận án tiến sĩ, bà về nước, công tác tại Trường Đại học Sư phạm Hà Nội.
Sáu năm sau - 1976, bà được bầu làm Phó Chủ nhiệm khoa hóa, làm Bí thư Đảng ủy khoa rồi làm Phó Hiệu trưởng Nhà trường, Bí thư Đảng ủy Nhà trường (1982 - 1983).
Thập niên 90 bà được cử giữ chức Phó Chủ tịch Ủy ban nhân dân thành phố Hà Nội (1989 - 1993), Chủ tịch Hội Chữ Thập đỏ Hà nội khóa V , đại biểu Quốc hội 5 khóa liền (VII, VIII, IX, X, XI) và là Chủ nhiệm Ủy ban Văn hóa, Giáo dục, Thanh niên, Thiếu niên và Nhi đồng từ Quốc hội khóa IX.